# Соматична клетка
Соматични клетки са всички клетки, които формират тялото и не са полови клетки. При бозайниците полови клетки са сперматозоидите и яйцеклетките, които се сливат по време на оплождането и образуват клетка наречена зигота, от която се развива ембрионът. Всички други клетки в тялото освен тези, както и неопределените стволови клетки са соматични клетки.
Соматичните клетки изграждат вътрешните органи, кожата, костите, кръвта и всички други тъкани (съединителна, епителна, мускулна и нервна тъкан).
Думата соматичен идва от гръцката дума sōma, означаваща тяло.
Това не са полови клетки (източник на гамети) и никога не предават на поколението си мутациите, които претърпяват.

## Еволюция
Наред с многоклетъчните организми, соматичните клетки също са еволюирали многократно. Развитието на безсмъртна зародишна линия, създаваща специализирани соматични клетки включва нуждата от смъртност и може да бъде видяно в най-опростената си версия в специфичен вид зелени водорасли volvocine. Такива видове с разграничение между соматични клетки и зародишна линия са наречени Weismannists. Тяхното развитие обаче, е сравнително рядко срещано (пр. гръбначни, членестоноги, Волвокс), като се има предвид, че огромна част от видовете имат способността да осъществяват соматична ембриогенеза (пр. сухоземни растения, повечето водорасли, много безгръбначни).

## Генетика и хромозомно съдържание
Соматичните, като всички останали клетки, съдържат ДНК във вид на хромозоми. Ако соматична клетка съдържа хромозоми, организирани по двойки, тя се нарича диплоидна, а организмът се нарича диплоиден. (Гаметите на диплоидните организми съдържат само единични несдвоени хромозоми и се наричат хаплоидни.) Всяка хромозомна двойка съдържа една хромозома наследена от бащата и една наследена от майката. Например при хората соматичните клетки съдържат 46 хромозоми организирани в 23 двойки. За разлика от тях гаметите на диплоидните организми съдържат само половината от тези хромозоми. При хората това са 23 несдвоени хромозоми. Когато две гамети (т.е. сперматозоид и яйцеклетка) се срещнат по време на зачеването, те се сливат, образувайки зигота. Поради сливането на двете гамети, зиготата при човека съдържа 46 хромозоми (т.е. 23 двойки).
Съществуват и голям брой видове, при които в соматичните им клетки хромозомите са организирани по четворки („тетраплоиди“) и дори по шестици („хексаплоиди“). По тази причина те могат да имат диплоидни или дори триплоидни клетки от зиготната линия. Пример за това е модерен култивиран вид пшеница, Triticum aestivum L., хексаплоиден вид, чиито соматични клетки съдържат шест копия на всеки хроматид.

## Клониране
В последни години техниката за клониране на цели организми се е развила при бозайниците, позволявайки да бъдат създавани почти идентични генетични клонинги на животни. Един метод за осъществяването на това клониране се нарича „ядрен трансфер на соматични клетки“ и включва премахването на ядрото на соматична клетка, обикновено кожна клетка. Това ядро съдържа цялата генетична информация, нужна за създаването на организма, от който е било премахнато. Това ядро впоследствие е инжектирано в яйцеклетка от същия вид, чийто собствен генетичен материал е бил премахнат. Яйцеклетката вече не нужно да бъде оплодена, защото съдържа правилното количество генетичен материал (диплоиден хромозомен набор). На теория яйцеклетката може да бъде имплантирана в матката на същия организъм и оставена да се развие. Полученото животно ще бъде почти генетично идентичен клонинг на животното, от което е взето ядрото. Единствената разлика ще е породена от митохондриалната ДНК, останала в яйцето, различна от тази на клетката-донор на ядрото. На практика, техниката е била проблемна до момента, с изключението на няколко нашумели успеха, като овцата Доли и от скоро, Снупи, първото клонирано куче. Соматични клетки биват събирани и за процеса на криоконсервация на животински генетични ресурси, с цел запазване на животински генетичен материал, включително за клонирането на добитък.

## Модификации
Развитието на биотехнологията е позволило генетичната манипулация на соматични клетки. Тази биотехнология се занимава с етичен спор в човешкото генетично инженерство.